# Shim Sham
Shim Sham oder Sham ist eigentlich Teil einer Stepptanz-Schrittfolge. Sie soll von Leonard Reed erfunden sein, der sie Goofus nannte, oder von Willie Bryant. Heute (Stand 2005) ist Shim Sham eine Art Reihentanz (Linedance), der an die Ursprünge des Swing erinnert. Er gehört zum Repertoire vieler Lindy-Hop-Tänzer und wird dort bei vielen Veranstaltungen als Abschlusstanz oder auf dem Höhepunkt einer Feier getanzt.
In den späten 1920er Jahren und in den 1930ern kamen am Ende einer Vorstellung alle Musiker,  Sänger und Tänzer auf die Bühne und tanzten zusammen Shim Sham. Jeder tat es, so gut er oder sie konnte. Die Stepptänzer tanzten jedoch sehr fantasievolle Variationen.
So gibt es nicht „eine“ gültige Shim Sham-Choreografie, sondern viele verschiedene. Wenn man eine Personengruppe Shim Sham tanzen sieht, vor allem, wenn die Teilnehmer aus unterschiedlichen Orten kommen, bemerkt man viele ähnliche Schritte mit einigen davon abweichenden und sogar etlichen improvisierten. Eine Variante ist sehr bekannt und kann von jedem, der nur ab und zu tanzt, leicht gelernt werden. Zwei andere – eine von Frankie Manning entwickelt und eine andere von Dean Collins – sind komplizierter, und es braucht einige Übung für sie.
Shim Sham ist ein Tanz mit 10 Schrittfolgen, die jede vier Takte dauern. So wird eigentlich nur der erste Teil eines Songs verwendet. Jeder wechselt am Ende des choreografierten Teils zu normalem Swing. Shim Sham kann zu fast jedem Song mit einem mittleren Tempo getanzt werden. Die Band ruft oft zwischendurch scherzhafte Kommandos wie „Freeze!“ (jeder hört auf zu tanzen) oder „Dance!“ (jeder bewegt sich erneut). Weitere sind „Itch!“ (jeder kratzt sich) oder „Slow Motion!“ (in Zeitlupe weitertanzen), der Fantasie sind keine Grenzen gesetzt.